# Rafał Wolski
Rafał Wolski (pronunția poloneză: [ˈrafaw ˈvɔlskʲi]; născut la 10 noiembrie 1992 în Kozienice) este un fotbalist profesionist polonez care joacă pe postul de mijlocaș ofensiv pentru Wisła Cracovia, care l-a împrumutat de la Fiorentina.
A început să joace fotbal la vârsta de 8 ani la Głowaczów Hawk, sub îndrumarea tatălui său Krzysztof Wolski. Pe 26 martie 2009 Wolski debutează la naționala sub 17 ani a Poloniei, intrând pe teren în ultimele cincisprezece minute ale meciului cu Slovenia, câștigat de polonezi cu scorul de 2-0. Din 2010 și până în 2012 a jucat pentru Legia Varșovia, echipă la care a obținut Cupa Poloniei în două rânduri, în edițiile 2010-2011 și 2011-2012.
Pe 2 mai 2012, Wolski a fost numit de către Franciszek Smuda în lotul provizoriu de 26 jucători pentru turneul final al Euro 2012, fiind la acea vreme singurul jucător care nu strânsese nici o selecție la națională. A rămas în lot. Pe 22 mai 2012, a debutat la echipa națională de fotbal a Poloniei în victoria scor 1-0 cu Letonia, într-un meci amical.
A fost una din rezervele neutilizate de Fiorentina în Finala Cupei Italiei din 2014, pierdută cu 3–1 în fața lui Napoli.
Pe 24 februarie 2016 a fost împrumutat la echipa poloneză din Ekstraklasa Wisła Cracovia.